# Uzundal
Uzundal (türkisch für langer Ast) ist ein Dorf (Köy) im Landkreis Hozat der türkischen Provinz Tunceli. Im Jahr 2011 hatte Uzundal 12 Einwohner.